# Resolutie 1665 Veiligheidsraad Verenigde Naties
Resolutie 1665 van de Veiligheidsraad van de Verenigde Naties werd op 29 maart 2006 unaniem aangenomen door de VN-Veiligheidsraad en verlengde het panel van experts dat toezag op de uitvoering van maatregelen die waren getroffen tegen eenieder die vrede in Darfur in de weg stond met een half jaar.

## Achtergrond
Al in de jaren 1950 was het zwarte zuiden van Soedan in opstand gekomen tegen het overheersende Arabische noorden. De vondst van aardolie in het zuiden maakte het conflict er enkel maar moeilijker op. In 2002 kwam er een staakt-het-vuren en werden afspraken gemaakt over de verdeling van de olie-inkomsten. Verschillende rebellengroepen waren hiermee niet tevreden en in 2003 ontstond het conflict in Darfur tussen deze rebellen en de door de regering gesteunde Janjaweed-milities. Die laatsten gingen over tot etnische zuiveringen en in de daaropvolgende jaren werden in Darfur grove mensenrechtenschendingen gepleegd waardoor miljoenen mensen op de vlucht sloegen.

## Inhoud

### Waarnemingen
Bij alle partijen die deelnamen aan de gesprekken in Abuja werd er nog eens op aangedrongen dat ze snel tot een akkoord zouden komen, dat als basis voor vrede, verzoening, stabiliteit en gerechtigheid kon dienen in Soedan.

### Handelingen
De Veiligheidsraad besloot het mandaat van het panel van experts dat oorspronkelijk was opgericht met resolutie 1591 te verlengen tot 29 september. Dit panel werd gevraagd om binnen de 90 dagen een tussentijds verslag uit te brengen van zijn werk en zeker 30 dagen voor het einde van zijn mandaat met een eindrapport te komen. Ten slotte werden alle landen, de
VN-agentschappen, de Afrikaanse Unie en andere betrokkenen opgeroepen met het panel mee te werken.

## Verwante resoluties
- Resolutie 1651 Veiligheidsraad Verenigde Naties (2005)
- Resolutie 1663 Veiligheidsraad Verenigde Naties
- Resolutie 1672 Veiligheidsraad Verenigde Naties
- Resolutie 1679 Veiligheidsraad Verenigde Naties

Lijst ·  1652 ·  1653 ·  1654 ·  1655 ·  1656 ·  1657 ·  1658 ·  1659 ·  1660 ·  1661 ·  1662 ·  1663 ·  1664 ·  1665 ·  1666 ·  1667 ·  1668 ·  1669 ·  1670 ·  1671 ·  1672 ·  1673 ·  1674 ·  1675 ·  1676 ·  1677 ·  1678 ·  1679 ·  1680 ·  1681 ·  1682 ·  1683 ·  1684 ·  1685 ·  1686 ·  1687 ·  1688 ·  1689 ·  1690 ·  1691 ·  1692 ·  1693 ·  1694 ·  1695 ·  1696 ·  1697 ·  1698 ·  1699 ·  1700 ·  1701 ·  1702 ·  1703 ·  1704 ·  1705 ·  1706 ·  1707 ·  1708 ·  1709 ·  1710 ·  1711 ·  1712 ·  1713 ·  1714 ·  1715 ·  1716 ·  1717 ·  1718 ·  1719 ·  1720 ·  1721 ·  1722 ·  1723 ·  1724 ·  1725 ·  1726 ·  1727 ·  1728 ·  1729 ·  1730 ·  1731 ·  1732 ·  1733 ·  1734 ·  1735 ·  1736 ·  1737 ·  1738